# 창성군 (이요명)
창성군 이요명(昌城君 李堯命, 1499년 ~ 1546년)은 조선의 왕족 종실이다.

## 생애
그의 친조부(親祖父)는 태종 이방원의 친손자(親孫子)인 옥산군 이제(玉山君 李躋)이다.
순안군 이희(옥산군 이제의 차남)의 삼남(三男)으로 출생한 그는 연산군 치세 시기이던 1502년에 4세의 나이로 창성정(昌成正)에 책봉되었고 이듬해 1503년에 나이 5세로 창성군(昌成君)에 진책되었으며 이후 장성하여 중종 임금 때는 종이품 정의대부(從二品 正義大夫) 작위를 역임하기에 이르렀다.